# Lembeke

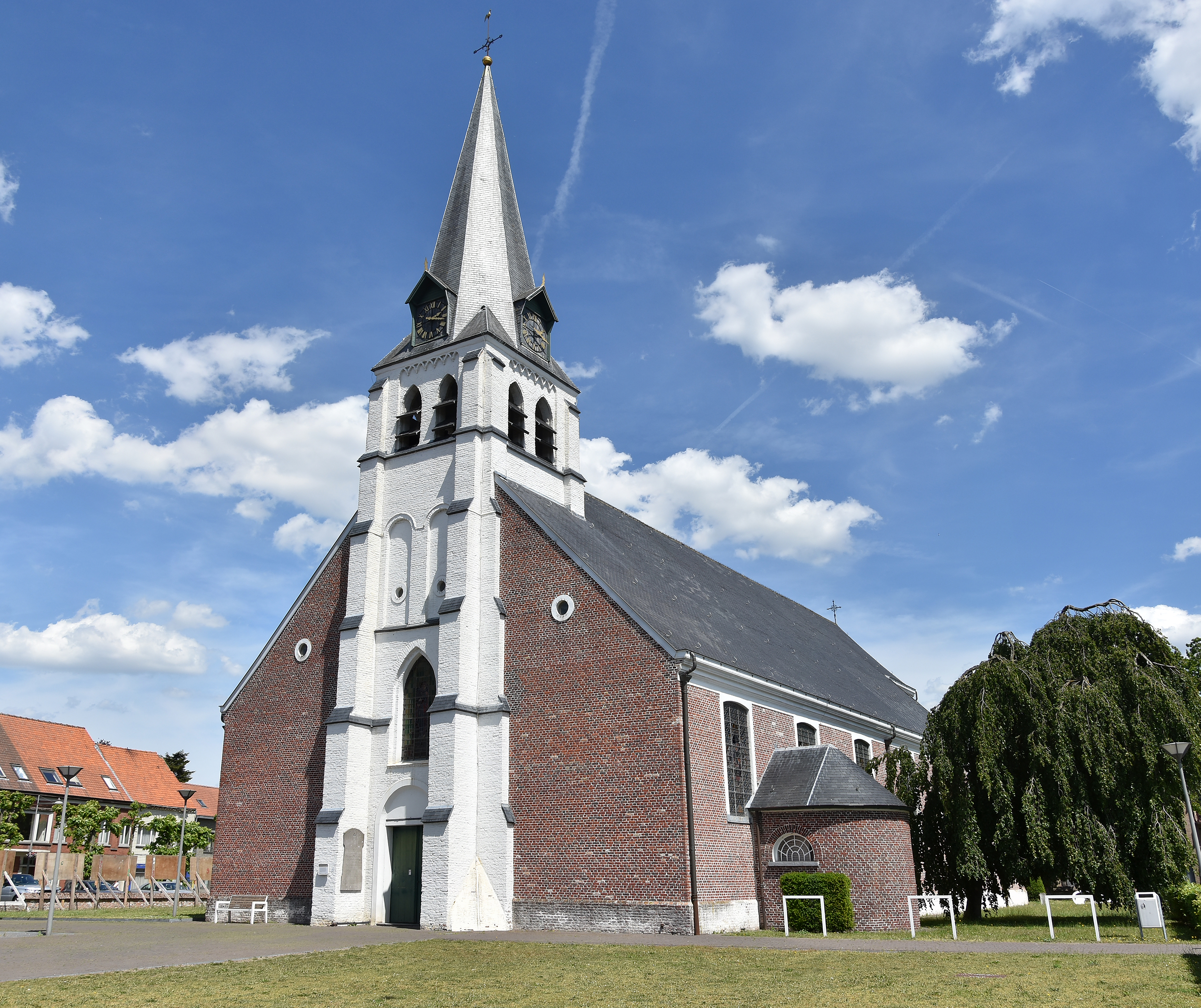
De Sint-Gilliskerk van Lembeke

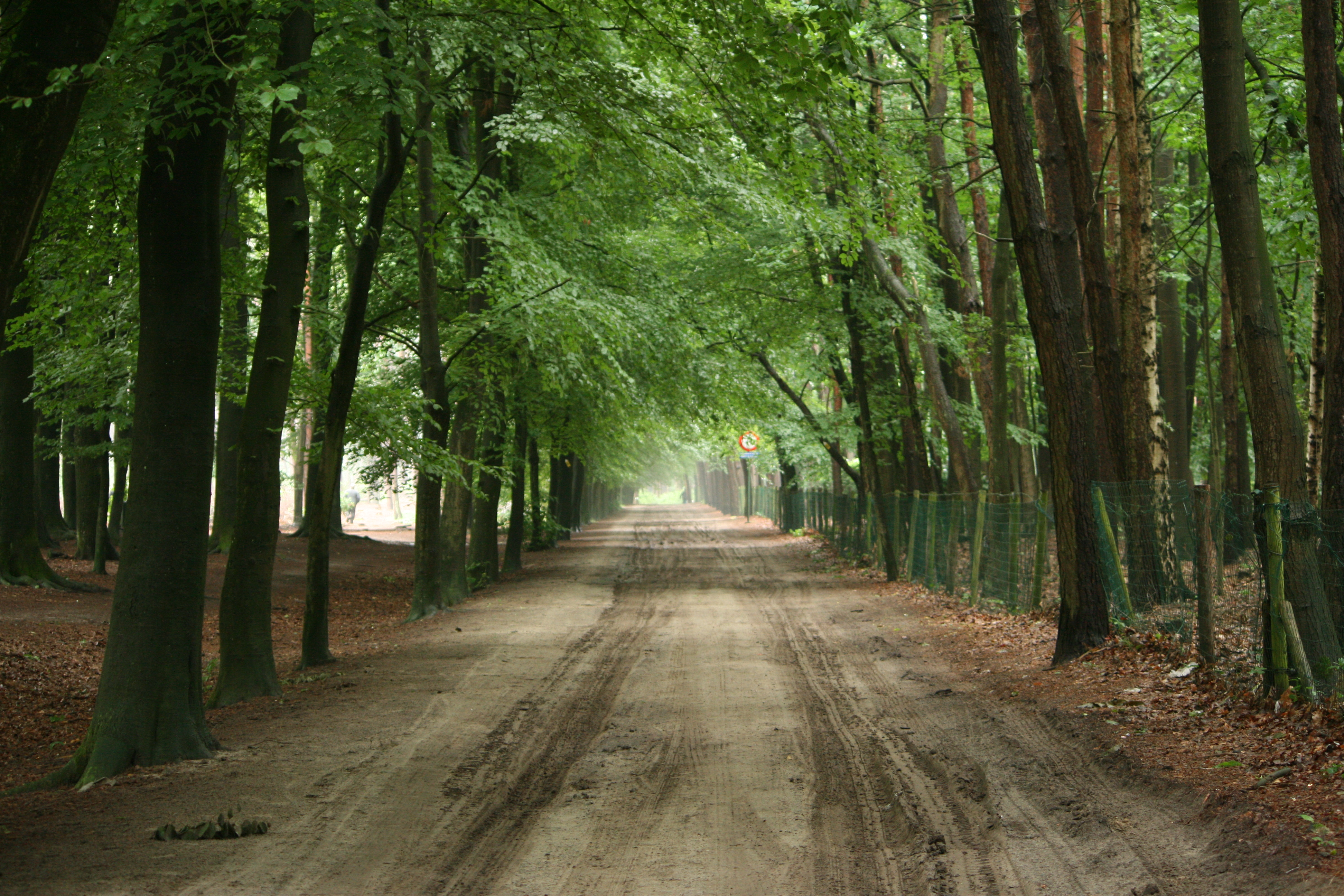
Lembeekse Bossen

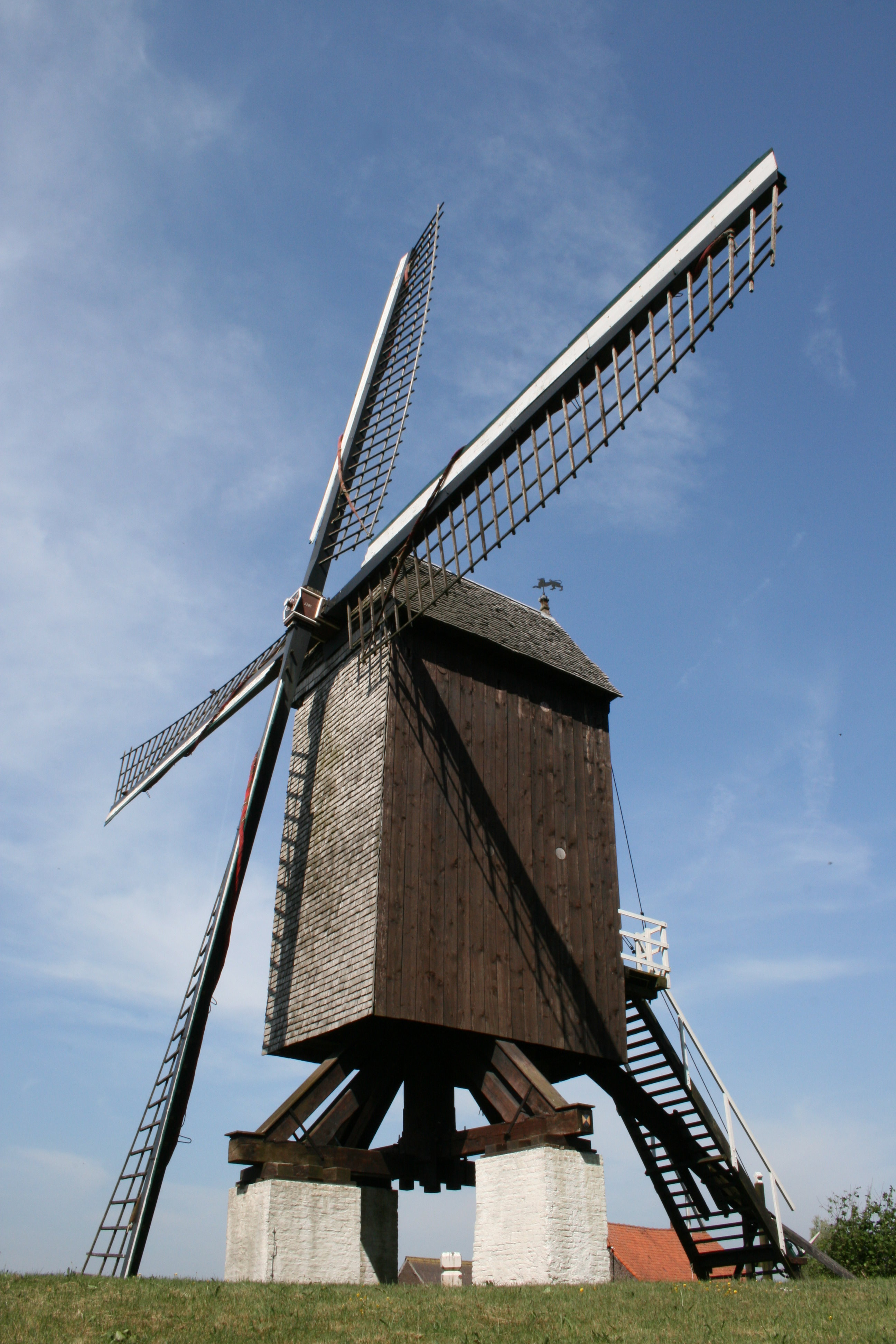
Westermolen

Lembeke is een dorp in de Belgische provincie Oost-Vlaanderen en is sinds 1977 een deelgemeente van Kaprijke, het was een zelfstandige gemeente tot aan de gemeentelijke herindeling van 1977. Lembeke is zowel naar oppervlakte als naar inwoners de grootste kern van de gemeente Kaprijke.

## Toponymie
De naam werd voor het eerst vermeld in 1108 als Lembeca. De naam Lembeke wordt op verschillende wijzen uitgelegd.
In "Bulletin de l'Académie de Belgique" staat dat Lembeke genoemd is naar de klei- of leemachtige bodem van de beek die Lembeke doorkruiste. Volgens een tweede theorie heette die beek vroeger de "Lemme", en dat Lembeke bijgevolg zoveel als "heldere beek" betekent. Ook zou het eerste deel "lem" misschien verklaard kunnen worden door de gelijkenis met "le" en "lo", veelgebruikte delen voor gemeenten met waterwegen. Een derde theorie denkt aan de stam "Lindo" (Linde)
De naam Lembeke heeft sinds de jaren 1200 geen veranderingen meer ondergaan. Er bestaat een Frans charter uit 1281 uit de cisterciënzerinnenabdij van Oosteeklo waarop Lembeke gespeld staat.

## Geschiedenis
De geschiedenis van Lembeke loopt samen met die van Eeklo vanaf 1240, het jaar dat de inwoners dezelfde vrijheden verkregen als de Eeklonaars. In 1626 kwam hieraan een einde toen de heerlijkheid door Filips IV van Spanje in leen werd gegeven aan Jan Stalins. Lemebeke ligt op een zandrug waarop de zogenaamde Antwerpse Heirweg zijn weg vond van Oosteeklo naar Eeklo. Deze weg is nu nog in het stratenpatroon en naamgeving terug te vinden.
Lembeke had veel te lijden van plunderingen: in 1381 door de Gentenaren, in 1452 door Franse soldaten en in 1673 nogmaals door Franse soldaten. In 1666 woedde er de pest.
Een tijdlang passeerde de Spoorlijn 55A via Station Lembeke. Zowel station als spoorweg zijn opgeheven eind jaren zestig.
In 1977 werd Lembeke bij het naburige Kaprijke gevoegd. Nochtans is de kern Lembeke groter dan de kern Kaprijke. De inspanningen van de toenmalige Kaprijkse burgemeester Albert Windey en het gegeven dat Kaprijke en Lembeke in de jaren 70 van de 20e eeuw (bij de grote fusiegolf) een gelijkaardig aantal inwoners hadden is de reden waarom de gemeente niet naar Lembeke genoemd is.

## Demografische ontwikkeling
- Bronnen:NIS, Opm:1831 tot en met 1970=volkstellingen; 1976 = inwoneraantal op 31 december

## Bezienswaardigheden
- Sint-Gilliskerk
- Kasteel van Aveschoot

### Westermolen
De Westermolen bevindt zich op de hoek van de Windgatstraat met de Westermolenstraat, ten westen van de kerk. Op de plaats waar de huidige molen staat, stond er in 1372 al een staakmolen die in het bezit was van de heren van Aveschoot.
De huidige molen dateert van 1785, maar veel balken werden hergebruikt. Het is een staakmolen en heeft de functie van korenmolen, vroeger stond er een rosmolen naast. De molen was eigendom van verschillende molenaars tot hij in 1945 verkocht werd aan graaf d'Alcantara de Saint-Gilles Gonzales die hem in 1973 overdroeg aan de gemeente. De molen werd een beschermd monument en tussen 1978 en 1980 gerestaureerd.
De molen heeft een eikenhouten, met leien bedekt zadeldak en het gelaste stalen gevlucht bedraagt 23 meter. Voor de restauratie had de molen een geklinknageld stalen gevlucht uit Ruddervoorde en een askop gegoten in de Kempen.

### Bardelaeremuseum
Het Bardelaeremuseum is gelegen in de Ledestraat 42 en bezit rond de 15000 oude gebruiksvoorwerpen van vroegere ambachten. Het museum bezit 3 ruimtes en bestrijkt ongeveer 1200 m² waarop 105 beroepen worden voorgesteld. Daarnaast zijn ook een scheepswerf, bunker en volkssterrenwacht met weerstation te bezichtigen. Het museum wordt ondertussen ook gebruikt als lokaal café.

## Natuur en landschap
Lembeke ligt in Zandig Vlaanderen op een hoogte van ongeveer 9 meter. Ten zuiden van het dorp ligt een bosgebied.
Lembeke is vooral bekend om de Lembeekse bossen, die 50 hectare beslaan en voornamelijk bestaan uit aangeplant naaldhout. De heiderelicten die men aantreft in de kruidlaag wijzen op de vroegere wastine: een mengeling van grasland, heide, struweel en bos. Tegenwoordig worden er opnieuw loofbomen aangeplant. De bossen vormen een rust, sport- of speelplek en zijn eigendom van tientallen verschillende eigenaars. Meer dan de helft van de bossen is echter eigendom van De Watergroep. De eigenaars worden gegroepeerd in de Bosgroep die het beheer van de bossen coördineert.
Ook het Bellebargiebos is een natuurgebied ten zuiden van Lembeke.

## Speculoosfeesten
In Lembeke vinden ook jaarlijks de Meetjeslandse speculoosfeesten plaats. Deze festiviteiten hebben in enkele jaren tijd het dorp in de streek op de kaart gezet. De link met speculoos ligt hem in het feit dat Lotus Bakeries haar hoofdzetel in Lembeke heeft.

## Politiek
Lembeke had een eigen gemeentebestuur en burgemeester tot de gemeentelijke fusie van 1977. De laatste burgemeester van Lembeke was Adhémar d'Alcantara.

## Bekende inwoners
- Vital Borkelmans
- Steven Caethoven
- Louis Clincke
- Adhémar d'Alcantara
- Björn Engels
- August Van Daele

## Trivia
- De bijnamen van de inwoners zijn: gapers, savooien.[2]

## Nabijgelegen kernen
Kaprijke, Eeklo, Waarschoot, Sleidinge, Oosteeklo